# End zone

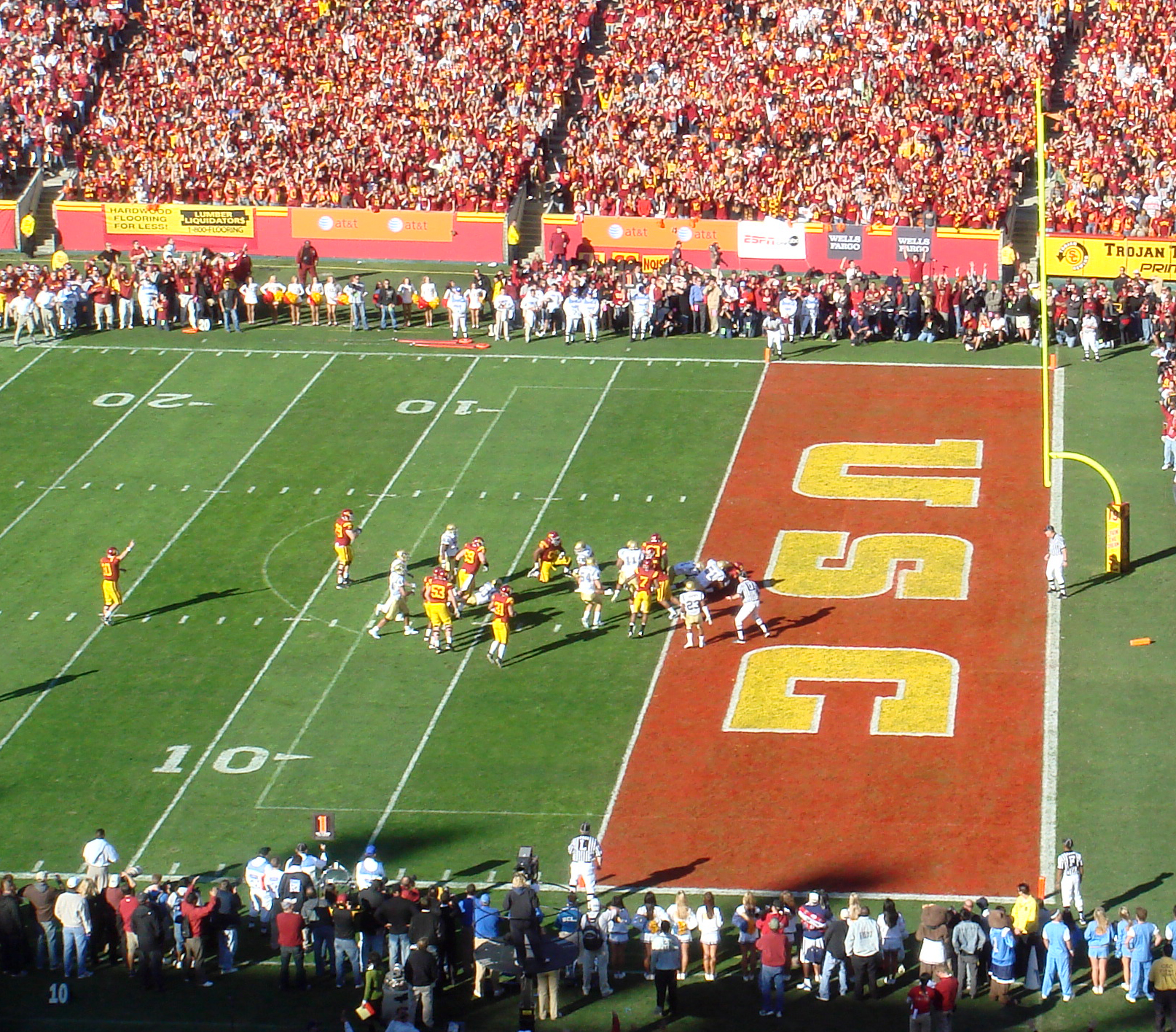
Un joueur s'engouffre dans la End zone peinte en rouge, marquant un touchdown. Les poteaux sont en fin d'End zone contrairement au football canadien où ils sont en début d'End zone.

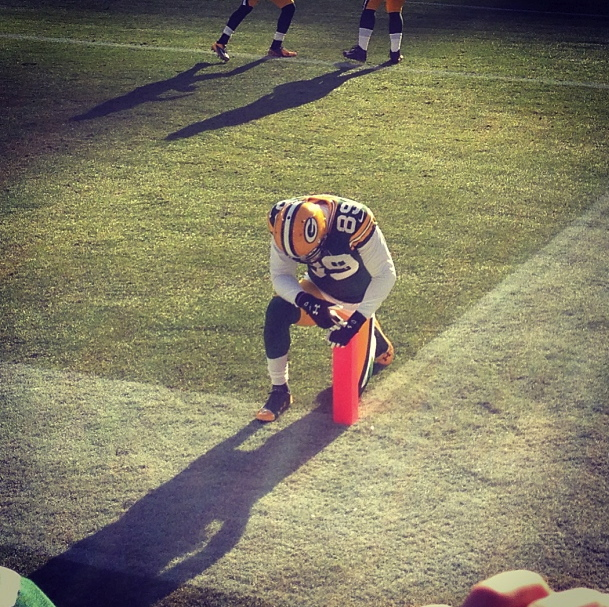
Un joueur s'agenouillant près d'un des potelets indiquant le coin de la end zone.

L'End zone, zone de but ou zone des buts, est un terme utilisé dans le football américain et le football canadien qui désigne sur un terrain, la zone comprise entre la goal line (ligne des buts) et l'end line (ligne de fond) limitées sur les côtés par les sidelines (en) (lignes de touche). Le terrain possède deux end zones situées de part et d'autre du terrain.
Cette zone du terrain est clairement délimitée par une ligne blanche. Deux potelets en plastique de couleur orange et de forme carrée indiquent le début de la goal line. Il s'agit juste d’un rappel visuel. Ils ont remplacé les poteaux en bois avec un drapeau blanc début des années 1970.
Le Canada anglais utilise les termes goal area et dead line en lieu et place de end zone et de end line. 
La zone peut être utilisée pour y placer le logotype ou les couleurs de l'équipe locale.

## Les dimensions

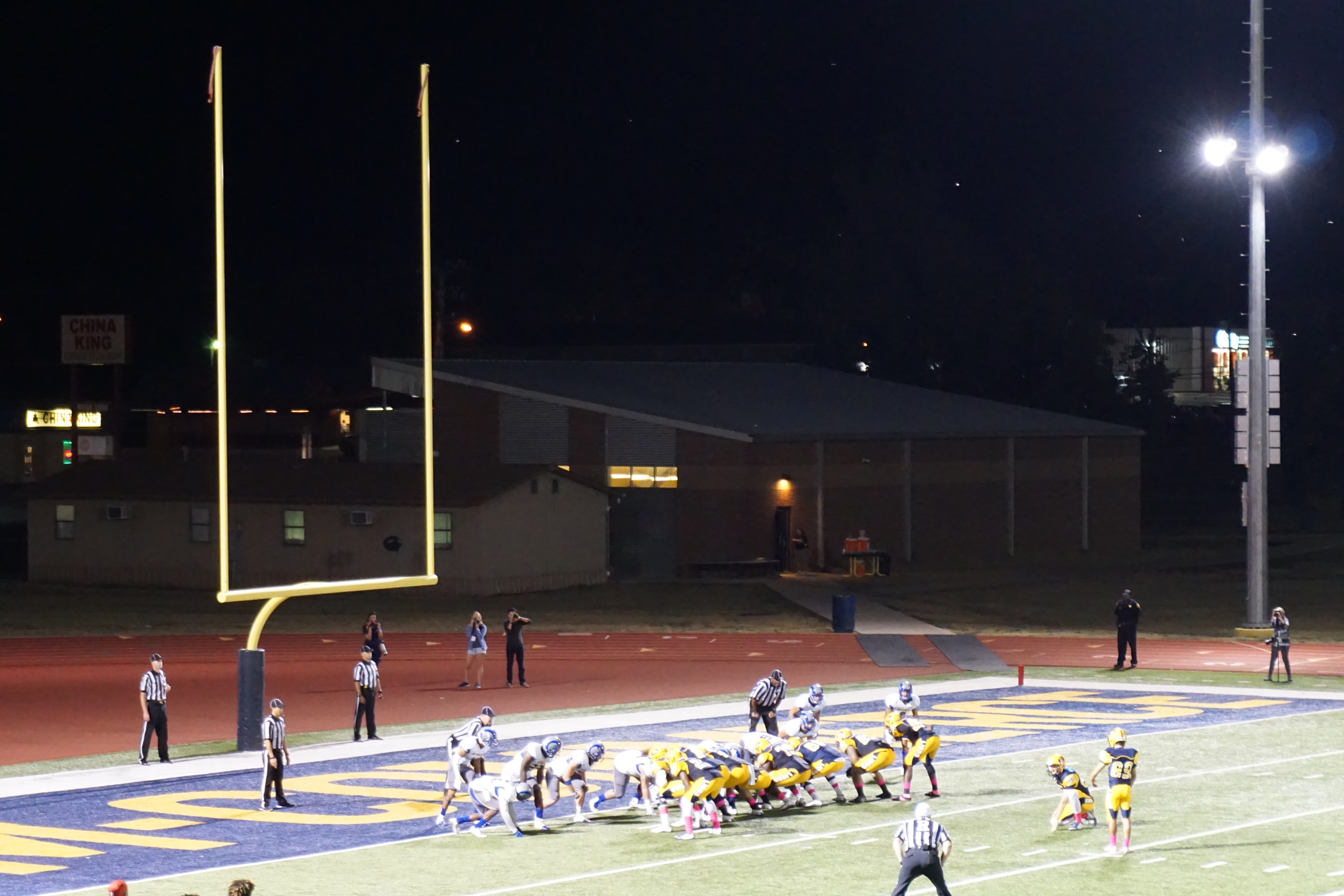
Les poteaux placés en fin de end zone sur un terrain universitaire

Au football américain, la taille de la zone mesure 10 x 53⅓ yards. Les poteaux de buts se trouvent juste sur la limite arrière de l'end zone.
Au football canadien, la taille de la zone mesure 20 x 65 yards et les poteaux de buts se trouvent juste sur la ligne des buts soit la limite avant de la zone des buts. Auparavant, elles étaient de 25 x 65. 
Le premier stade canadien à passer aux normes actuelles a été le BC Place Stadium de Vancouver en 1983. La partie intérieure du stade était trop courte pour permettre un terrain d’une longueur totale de 160 yards. Ce raccourcissement de la zone des buts s'avère très populaire auprès des fans ce qui pousse la Ligue canadienne de football à adopter en 1986 les nouvelles dimensions. Au BMO Field, stade des Argonauts de Toronto, la zone des buts ne fait que 18 yards . 
Certains stades canadiens possédant une piste d’athlétisme autour du terrain ne permettent pas une zone des buts aussi importante sur toute sa largeur. Ainsi, l'arrière de la zone peut être coupé par une diagonale, comme au stade Percival-Molson de Montréal ; il y a alors 6 pylônes orange délimitant la zone.

## Décorations

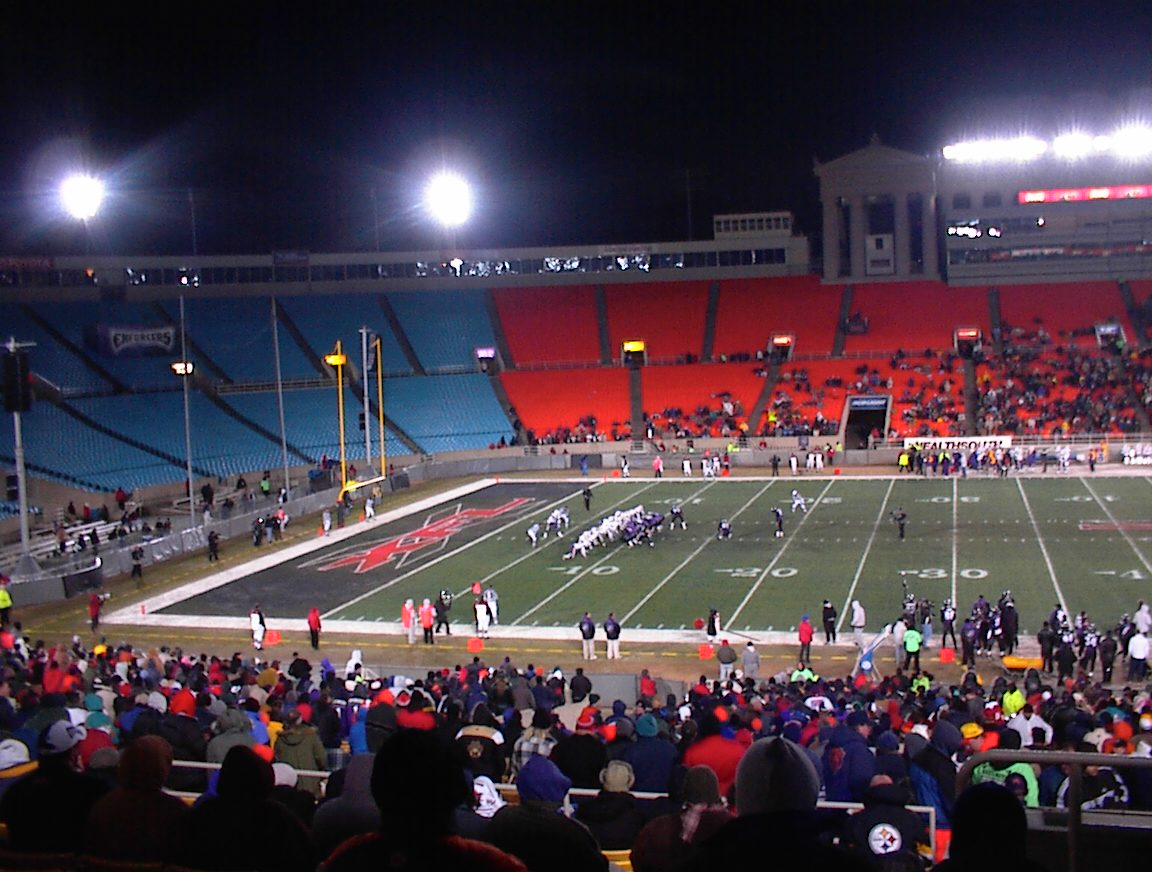
Un terrain de la X Football League avec le logo de cette ligue dans la end zone.

La plupart des équipes professionnelles et universitaires ont peint leur logo et/ou leur nom sur la surface des end zone, la couleur de leur équipe complétant le reste de la surface. Lors de bowls ou finales de championnat de niveau universitaire ou professionnel, le nom et les couleurs des équipes sont peints de part et d’autre du terrain. Dans certaines ligues, lors de certains événements, les sponsors y insèrent leurs logos. En CFL, les end zone ne sont pas totalement colorées mais parfois les logos des clubs ou des sponsors y sont placés.
Dans les divisions inférieures, les end zone ne sont pas décorées ou possèdent des stries en diagonale de couleur blanche distantes de plusieurs yards. Ces stries ont d’ailleurs été conservées sur le Heinz Field des Steelers de Pittsburgh à la demande des fans. 
Une des bizarreries de l'American Football League était son utilisation de designs inhabituels comme le design argyle (en) (formes de carrés et losanges) pour recouvrir les end zone. Cette tradition fut remise au gout du jour en 2009 par les Broncos de Denver, ancienne équipe de l'AFL. 
Les huit terrains de l'ancienne XFL devaient tous présenter le logo de la ligue dans leurs end zone (sans indication du nom des équipes).

## Inscrire des points
Une équipe inscrit un touchdown lorsqu'un joueur franchit la goal line avec le ballon (par la course) ou lorsqu'un joueur le réceptionne dans ses limites. 
Contrairement aux règles du football ou du hockey sur glace, il n'est pas nécessaire que le ballon ait franchi entièrement la goal line pour inscrire des points. En football américain (et canadien), il suffit qu'une petite partie du ballon franchisse le plan vertical imaginaire situé au début de la ligne de la goal line. De plus, il n'est pas nécessaire que cette partie du ballon soit au sol contrairement au rugby.
Lorsqu'il est porté par un joueur, il inscrit le touchdown dès que n'importe quelle partie du ballon se trouve au-dessus ou derrière la goal line délimitée par les pylônes oranges. Il en va de même lors d’une tentative de conversion à deux points à la course.